# Salvatierra de Tormes
Salvatierra de Tormes település Spanyolországban, Salamanca tartományban. Salvatierra de Tormes Pizarral, Montejo, Pelayos, Armenteros, La Tala, Cespedosa de Tormes és Aldeavieja de Tormes községekkel határos. Lakosainak száma 72 fő (2024).

## Népesség
A település népessége az elmúlt években az alábbi módon változott:
| Lakosok száma | 64   | 67   | 67   | 63   | 65   | 62   | 77   | 79   | 76   | 72   |
|               | 2001 | 2004 | 2007 | 2009 | 2012 | 2014 | 2017 | 2019 | 2022 | 2024 |